# Canal de Lunel
 (février 2015).
Si vous disposez d'ouvrages ou d'articles de référence ou si vous connaissez des sites web de qualité traitant du thème abordé ici, merci de compléter l'article en donnant les références utiles à sa vérifiabilité et en les liant à la section « Notes et références ».
Le canal de Lunel est une voie d'eau, classée non navigable depuis 1937, qui débute au sud de Lunel et rejoint le canal du Rhône à Sète sur une longueur de 10,4 km. 
Creusé à partir du XIIIe siècle depuis l'étang de l'Or (étang de Mauguio), le canal de Lunel ne rejoignit la ville qu’en 1728 et contribua à la prospérité de celle-ci jusqu’à l’arrivée du chemin de fer un siècle plus tard.

## Géographie

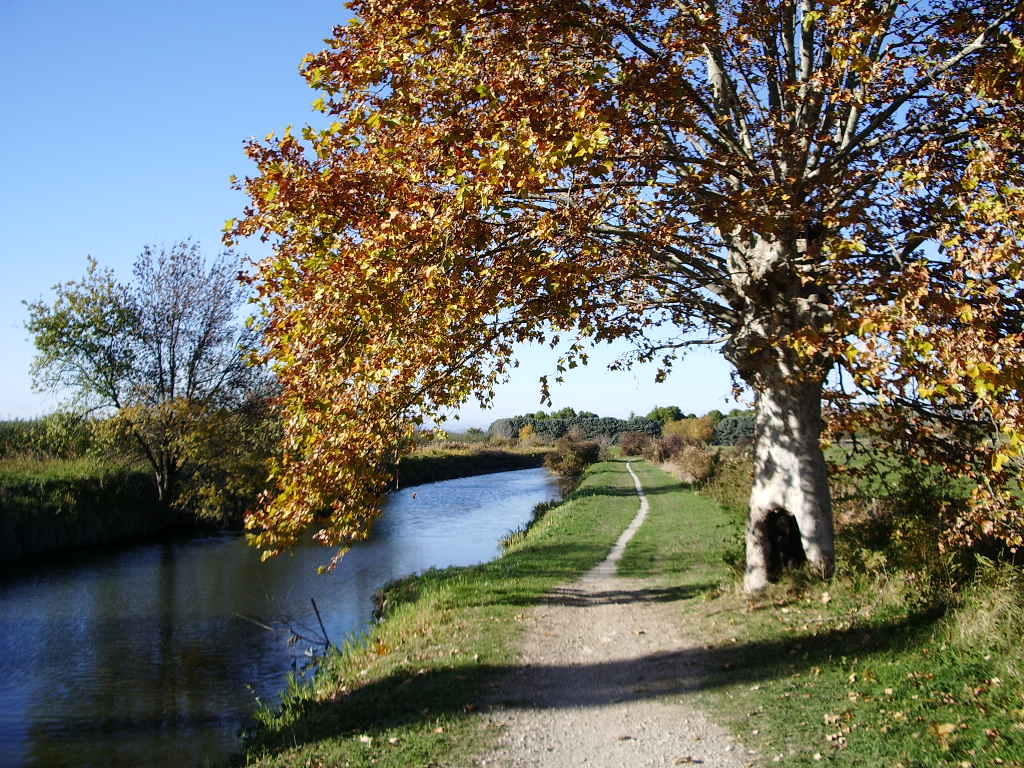
Grand platane du canal

Le canal, dans sa version actuelle, débute au niveau du Rond-Point du Pascalet, soit 818 m plus au sud que son départ d’origine (le port de Lunel). Il se termine 10,4 km plus loin en rejoignant les eaux du canal du Rhône à Sète.
Son niveau est équivalent à celui de l’étang de l’Or et de la mer Méditerranée et n’est pourvu d’aucune écluse. Il est alimenté par les eaux de l’étang mais aussi par des canaux, roubines et cours d’eau plus en amont (ruisseau du Gazon au niveau du Mas de Bory et le Dardaillon près de Saint-Nazaire-de-Pézan).
Il traverse une zone plate et marécageuse appelée la Palus située à l’ouest du Vidourle et dans laquelle s’est développé l’élevage de taureaux et de chevaux de Camargue. La région est d’ailleurs parsemée de mas et de manades entre lesquels s’étendent de vastes étendues de près salés (enganes), de champs de culture, de roselières, de sansouïres et d'étangs.

### Flore
De nombreux tamaris se trouvent le long des routes et dans les près de la région. Les roseaux, les joncs et les scirpes sont également massivement répandus aux abords des canaux, des roubines et des berges des étangs.
Le paysages se compose aussi d’autres espèces importées comme le cyprès, le peuplier, le platane, le bouleau et le pin parasol, tous visibles le long du canal.

### Faune
La forte présence d’eau, plus ou moins stagnante, du milieu palustre a favorisé le développement et la préservation d’espèces sauvages sédentaires ou non.
Le flamant rose en est l’emblème principal. D’autres oiseaux, notamment marins, comme la mouette, la sterne, le martin pêcheur ont également trouvé refuges ici. Les eaux calmes comptent de nombreuses foulques, canards ainsi que des aigrettes qui partagent leur territoire avec les ragondins.
De nombreux poissons migrateurs comme les anguilles, les loups, les soles, les daurades et les muges pondent en mer et viennent grossir dans les eaux des étangs et du canal. Ils se nourrissent des poissons sédentaires tels que les gobies, les athérines ou les syngnathes. L’élevage de taureaux et de chevaux camarguais, quant-à lui, s’est développé dans la région depuis plusieurs siècles.

## Histoire
Les travaux de creusement de ce qui est alors qu’une simple robine commencent au XIIIe siècle sur la rive nord-est de l’étang de l’Or ou étang de Mauguio. Il atteint d’abord ce qui est aujourd’hui connu comme les cabanes d’Azémard à moins de 2 km de l’embouchure. Il progresse ensuite vers le nord où sera construit le Grand Port (près du Mas Desport).
En 1308, fut créé le port de la Peyrille situé à environ 2 km de Lunel. Le canal mesure alors 7,6 km. Le port de la Peyrille, aussi nommé port du Sel, restera longtemps le site le plus avancé pour acheminer les marchandises par barges malgré les successifs prolongements du canal en 1360, 1392 et 1596. Ce n’est qu’en 1608 que le canal est réellement prolongé d’un kilomètre jusqu’au nouveau port de l’Escalier.
En 1715, la Compagnie du Canal formée de négociants de la ville de Lunel et représentée par Henri Colomb (déclaré concessionnaire en 1718) est autorisée à effectuer des travaux d’élargissement et à amener le canal jusqu’à Lunel même. L’ouvrage approuvé par ordonnance du Roi en 1821 prévoit de s’élever à 132 000 francs,de l’époque. Les dépenses devant être palliées par la perception des taxes sur les marchandises et par les frais de transport (halage).
En 1728, le canal arrive enfin à Lunel, au niveau de ce qui est aujourd’hui le parking Louis Feuillade. Il mesure alors 9,8 km et permet d’acheminer le sel, le vin (muscat) et le blé vers le sud et de faire venir du bois et du minerai (charbon) directement en ville. 
Près d’un siècle plus tard, en 1821 des travaux importants d’agrandissement du port sont effectués, parallèlement, le canal de la Radelle et le canal latéral à l’étang de Mauguio (futur canal du Rhône à Sète) se modernisent. Ce dernier est dévié plus au sud et ne traverse alors plus l’étang. La Compagnie d’Usquin (concessionnaire) prend en charge en 1825 le creusement des 2 448 m de la branche de raccordement du canal de Lunel au nouveau réseau. Le canal atteint alors sa longueur maximale : 11 218 m.
C’est la même année que le pont du Lièvre (ou pont des Rajouls) près des cabanes d’Azémard est construit. Il restera le seul est unique pont élevé au-dessus du canal avant la construction de la passerelle de Lunel (environ 2009).
Le XIXe siècle marque le début du déclin du canal avec l’arrivée du chemin de fer. Les taxes sur le transport de marchandise déjà élevées et le coût d’entretien du canal, rendent ce dernier de moins en moins rentable. Il se dégrade et s’envase peu à peu.
En 1926, le canal est racheté par la commune et des travaux d’entretien et de désenvasement sont effectués mais en vain.
En 1937, il est déclassé comme voie navigable et seulement quatre ans après, des phases de comblement commencent. Cette première phase des années 1940 concerne une section d'un peu plus de trois cents mètres, jusqu’à l’actuel parking de la poste, puis se prolonge davantage par une autre dans les années 1970 (le long de l’avenue des Abrivados), pour finalement atteindre l’endroit où il commence aujourd’hui près du rond-point du Pascalet.

### Évolution du port

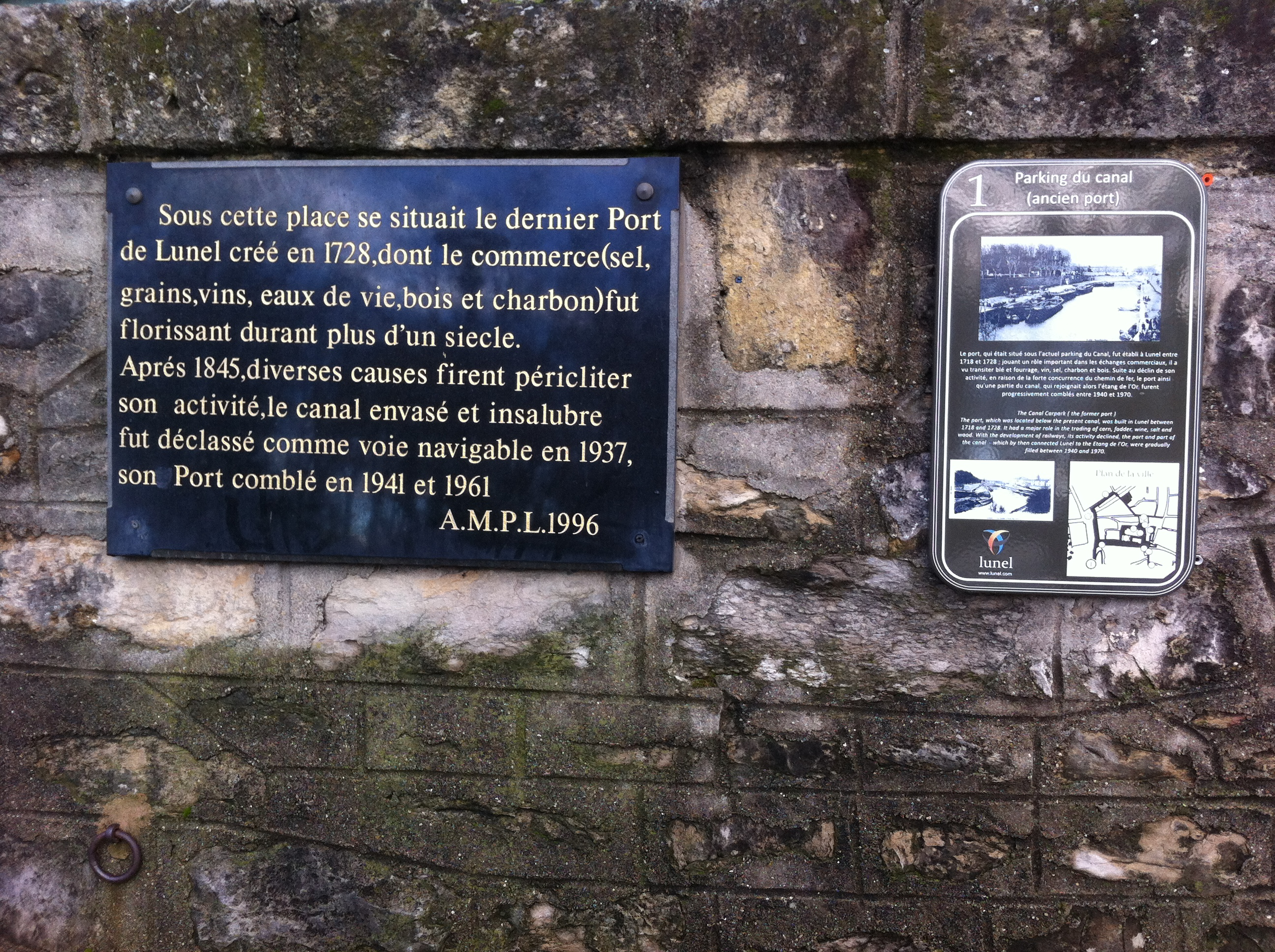
Écriteau du parking du canal.

Le port de Lunel arrivait jusqu'au sud de la place de la République, tout près de l’hôpital.
Le port est accessible au nord par une pente douce, à l'ouest par ce qui sera la rue Tivoli et à l'est par une rampe, un chemin de terre et un escalier menant tous les trois au quai Voltaire.
Après avoir été comblé, le port devient une sorte d'espace vert dans les années 1940, la partie nord du quai est surélevée jusqu'à atteindre la hauteur du quai Voltaire faisant de l’ancien lit du canal un vrai fossé. L'accès se fait alors en bas par deux escaliers symétriques. Il est alors toujours possible de se rendre jusqu'au canal (reculé de plusieurs centaines de mètres) par un sentier.
Dans les années 1960, l'espace vert est réduit à un petit jardin, le reste étant transformé en parking (actuel parking Louis Feuillade). La rampe, à l'est est démolie et une pente relie désormais la rue Tivoli au quai Voltaire. L'ancienne piscine municipale est construite à l'endroit où passait le canal.
Dans les années 1970, des travaux d'aménagement sont effectués pour permettre aux véhicules de traverser le parking de part en part, depuis la place de la République jusqu'à la rue Tivoli. Le canal, quant à lui, est à nouveau reculé, en 1971 puis fin des années 1970 où il atteint son emplacement actuel.
En 1993, l'actuelle poste est construite là où se situait l'ancienne piscine.
Dans les années 2010, le parking L. Feuillade est réaménagé en parking, mais payant cette fois. Deux rampes piétonnières sont ajoutées, une à l'est pour accéder du parking au quai Voltaire et une à l'ouest pour rejoindre l'allée Baroncelli. 
Aujourd'hui, seul un écriteau près des escaliers du quai Voltaire rappelle l'existence d'un port à Lunel. Il y est écrit :
« Sous cette place se situait le dernier Port de Lunel créé en 1728, dont le commerce ( sel, grains, vins, eau-de-vie, bois et charbon ) fut florissant durant plus d'un siècle. Après 1845, diverses causes firent péricliter son activité, le canal envasé et insalubre fut déclassé comme voie navigable en 1937, son Port comblé en 1941 et 1961. A.M.P.L 1996
Le port, qui était situé sous l'actuel parking du Canal, fut établi à Lunel entre 1718 et 1728; jouant un rôle important dans les échanges commerciaux, il a vu transiter blé et fourrage, vin, sel, charbon et bois. À la suite du déclin de son activité, en raison de la forte concurrence du chemin de fer, le port ainsi qu'une partie du canal, qui rejoignait alors l'étang de l'Or, furent progressivement comblés entre 1940 et 1970 ».
« The port, which was located below the present canal, was built in Lunel between 1718 ans 1728. It had a major role in the trading of corn, fodder, wine, salt and wood. With the development of railways, its activity declined, the port and part of the canal, which by the connected Lunel to the Etang de l'Or, were gradually filled between 1940 and 1970 ».

## Entretien et aménagements
Le canal a fait l’objet de rénovations récentes surtout dans sa partie supérieure à l’entrée de

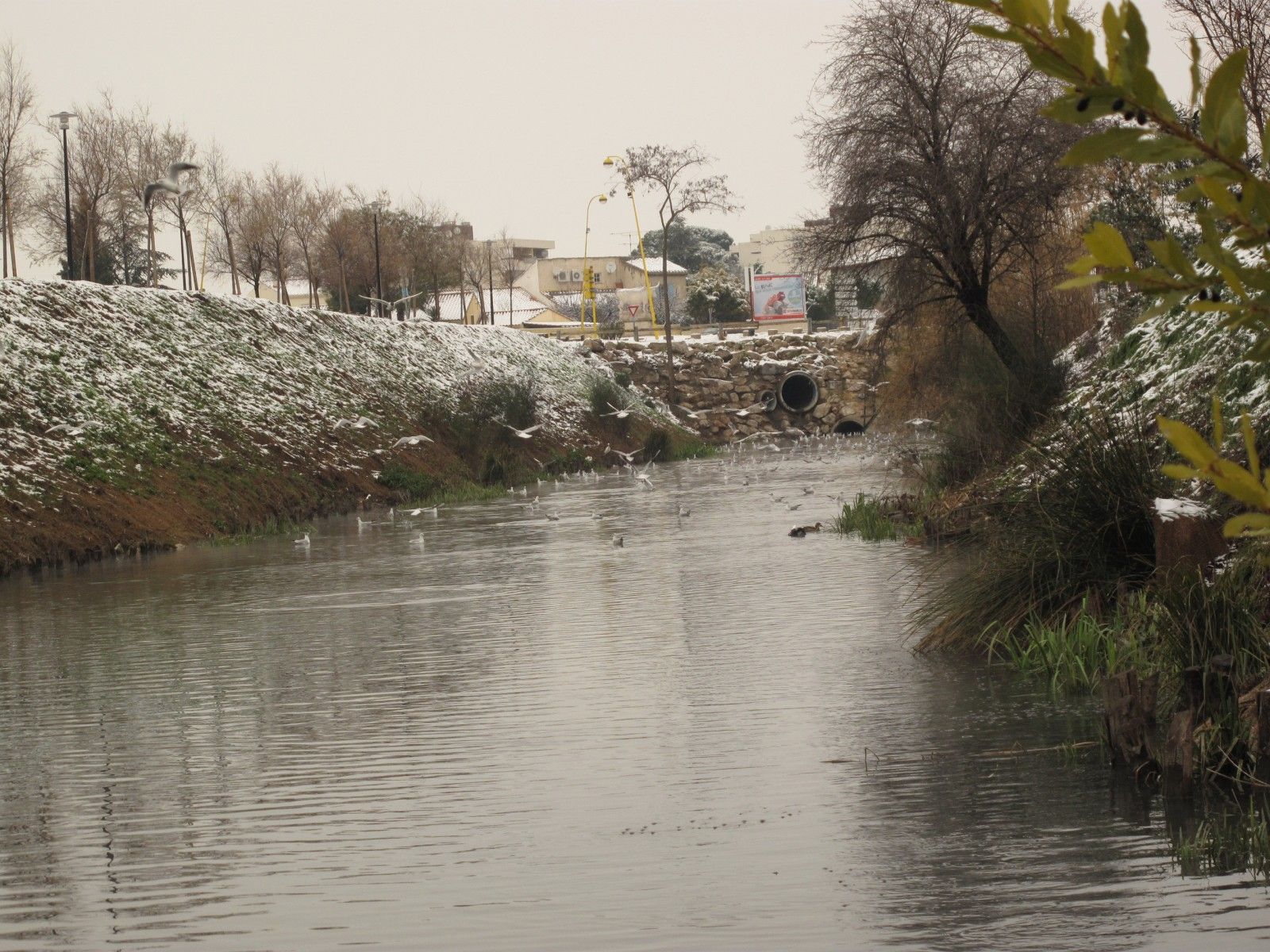
Début du canal à Lunel

 Lunel, des pins ont été plantés pour abriter des bancs de pierre. Les berges ont été massivement élaguées et les eaux du canal ont été nettoyées. Des pontons ont été installés ainsi que des promenades et une passerelle en bois permettant de longer et de traverser le canal 300 m en aval.
Désormais, l’entrée du chemin est interdite au véhicules et un panneau récapitule l’historique du canal. Le projet d’une seconde passerelle 3 km plus bas près de la jonction avec le Dardaillon a été proposé afin de permettre au promeneurs de faire une boucle autour du canal sans avoir à rebrousser chemin.

## Activités et loisirs

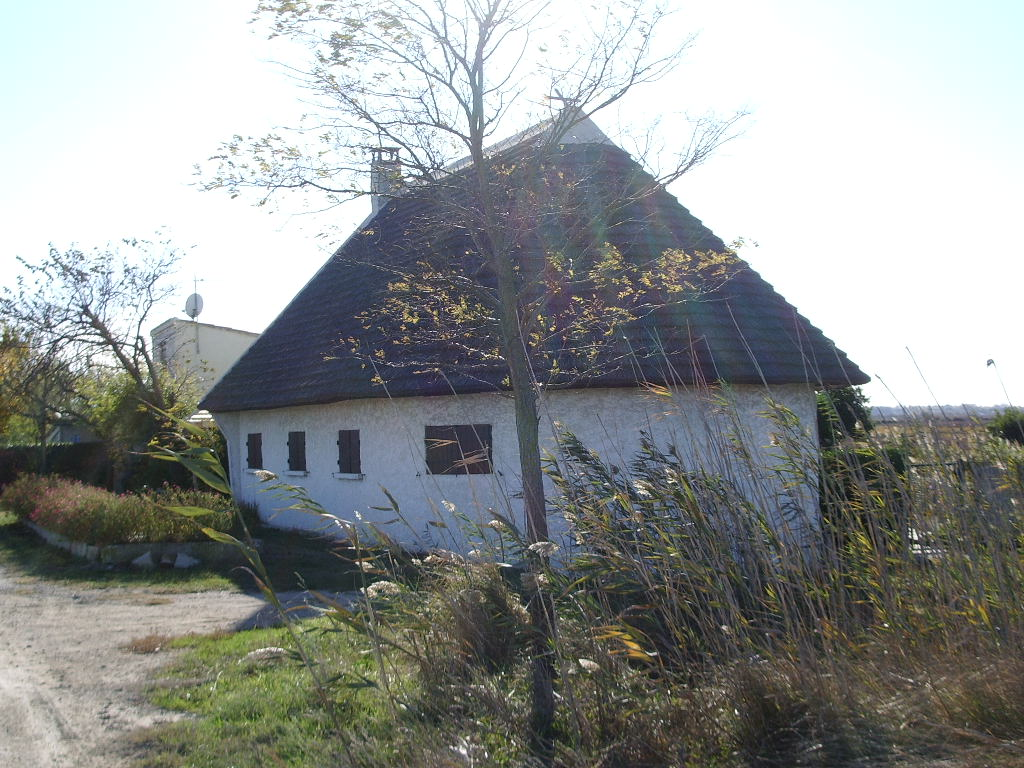
Maison camarguaise.

Le canal de Lunel constitue une belle destination pour les amateurs de longues balades à pied ou à vélo. Cela dit le chemin, dans sa partie supérieure s’est fortement dégradé avec le temps formant des sillons profonds et de nombreux nids de poule.
Le chemin qui longe le canal croise, après avoir passé la première station de pompage, plusieurs petits hameaux composés de cabanes et de maisonnettes. Le plus grand groupe étant les cabanes d’Azémard ou de Lunel situées à 8 km de Lunel à la jonction du premier tracé du canal et de la branche de raccordement au Canal du Rhône à Sète.
Un kilomètre plus au sud il est possible de franchir le Pont du Lièvre et d’avoir un assez bel exemple de maisons camarguaises ou Cabane de gardian en continuant jusqu’au bout vers le sud.
Depuis le début des travaux sur la passerelle de la route départementale 61 (D61), il n’est plus possible de continuer à pied ou à vélo au-delà, le long du Canal du Rhône à Sète.

## Galerie

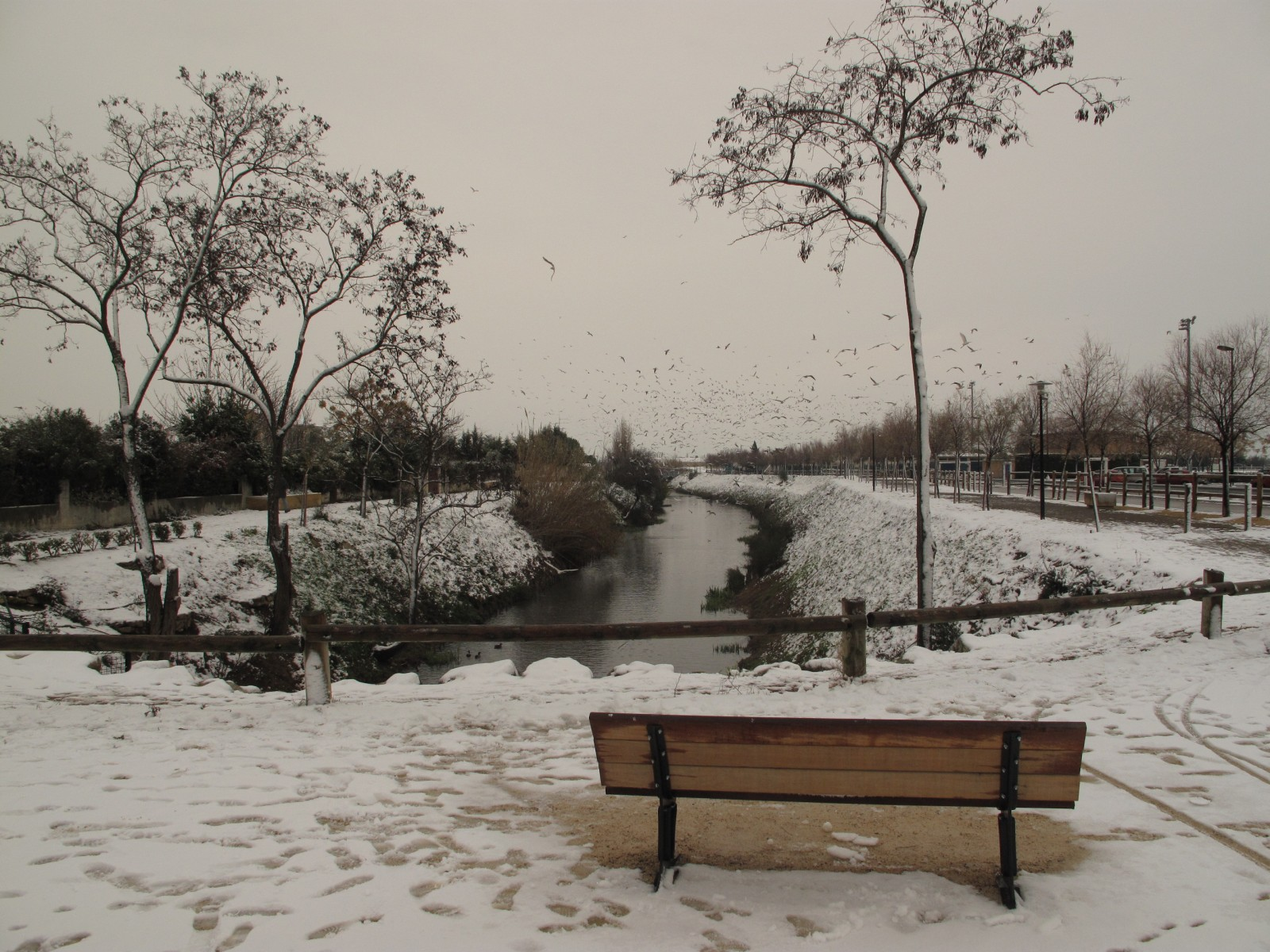
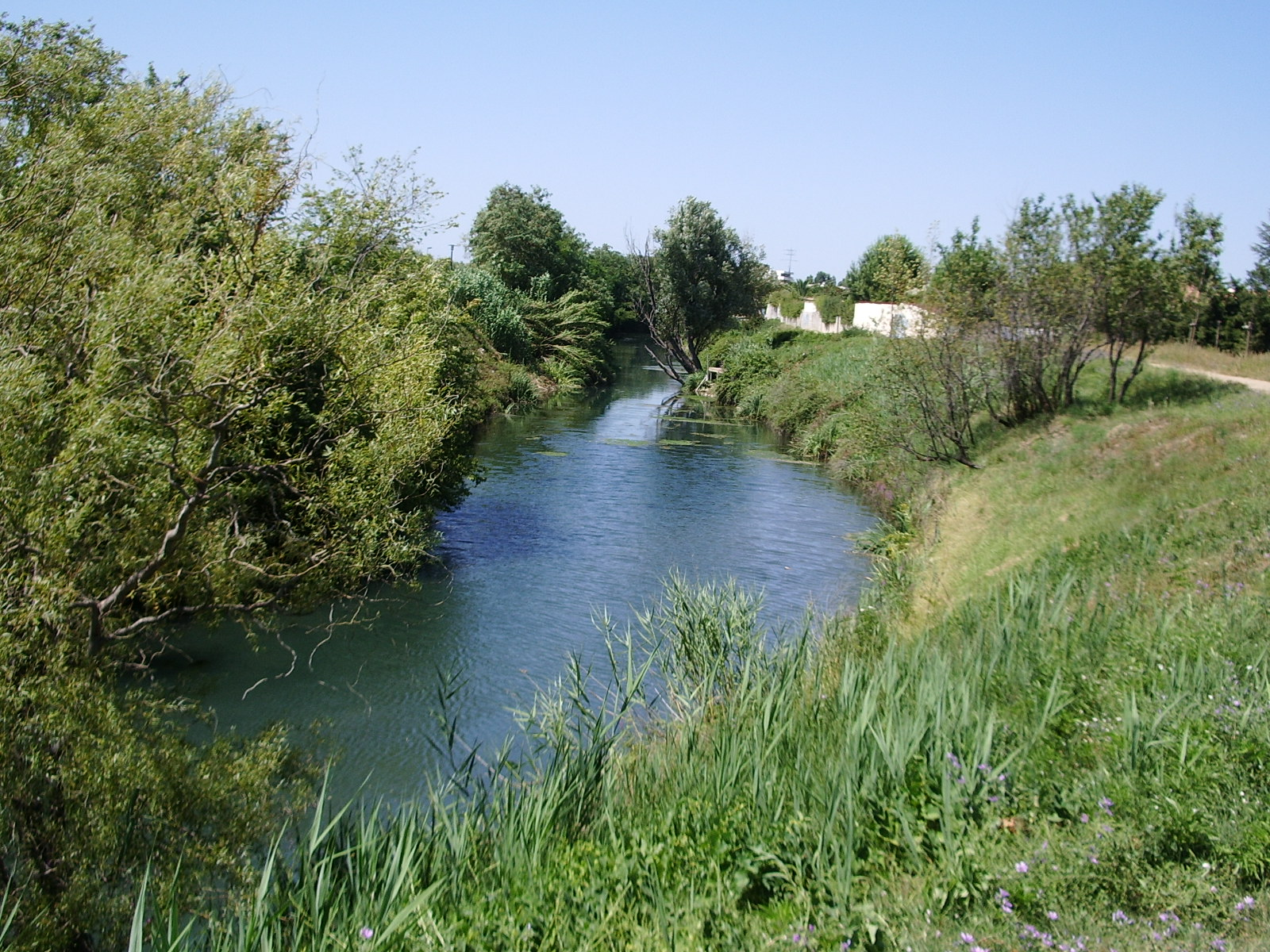
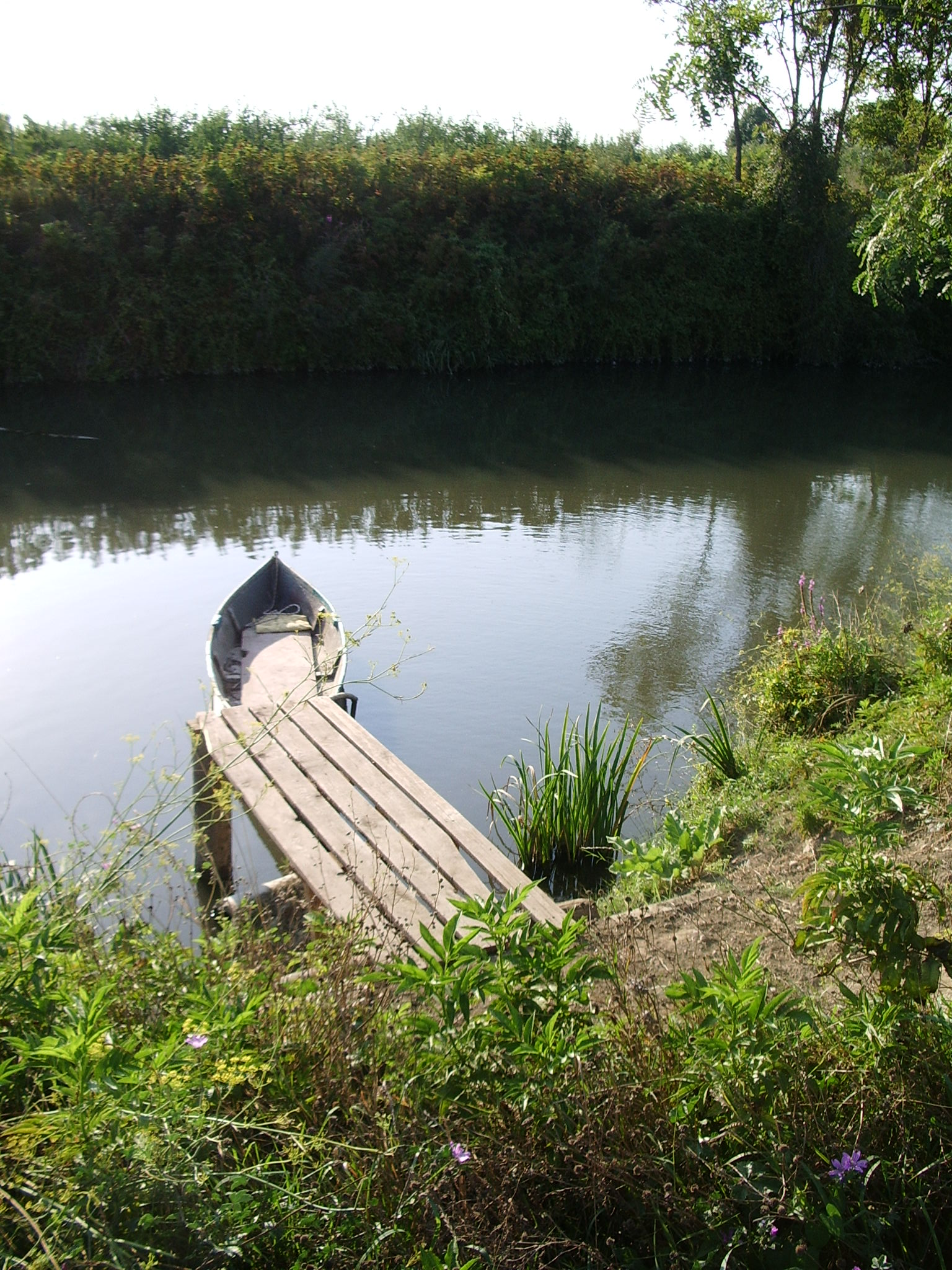
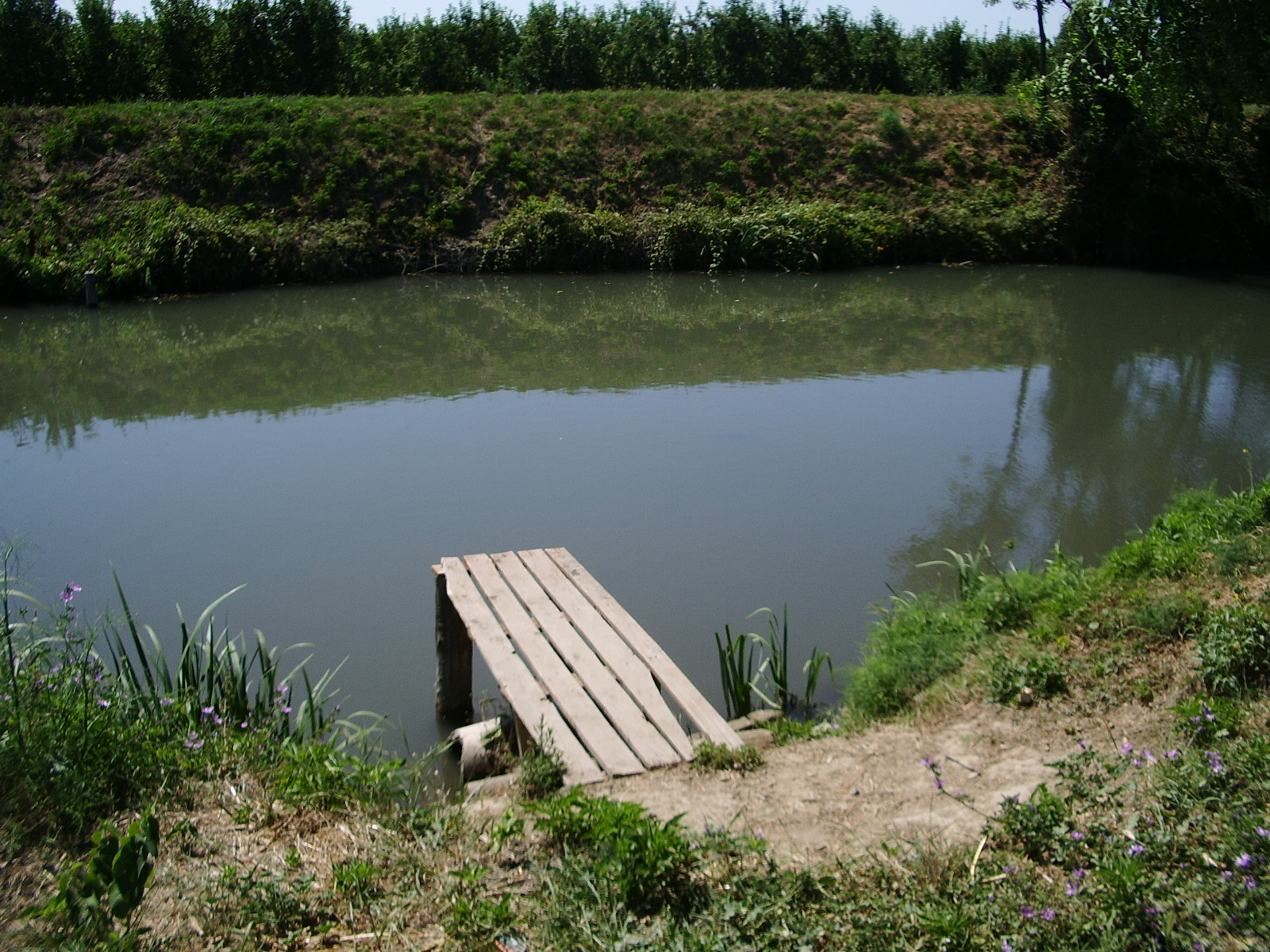
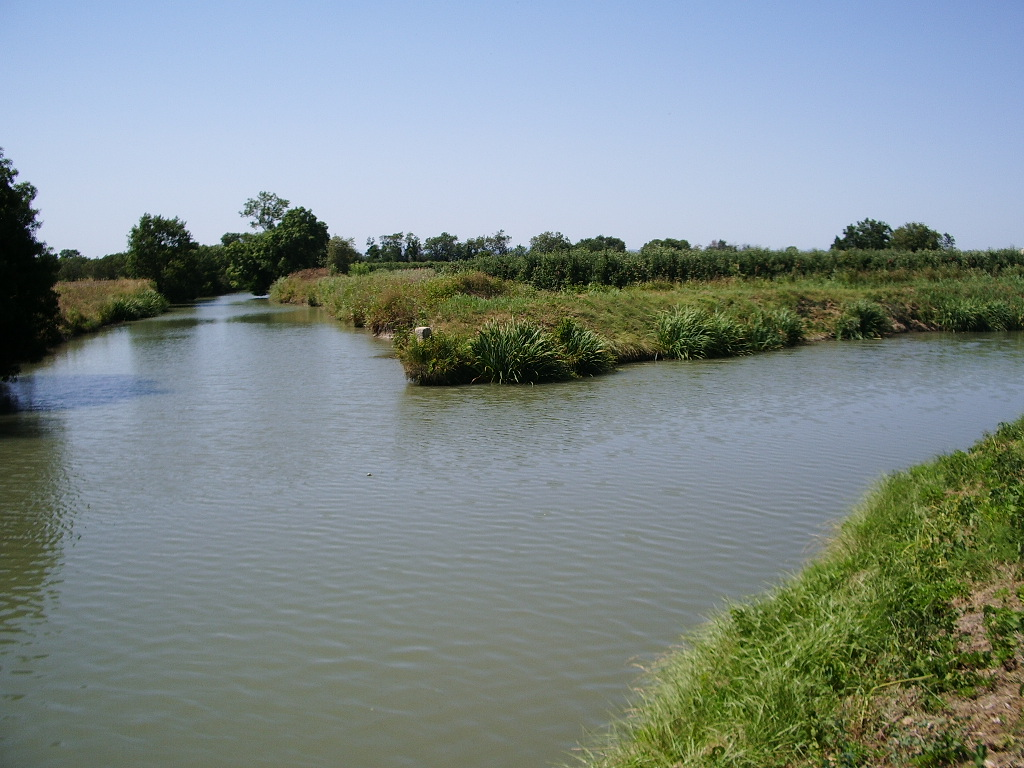
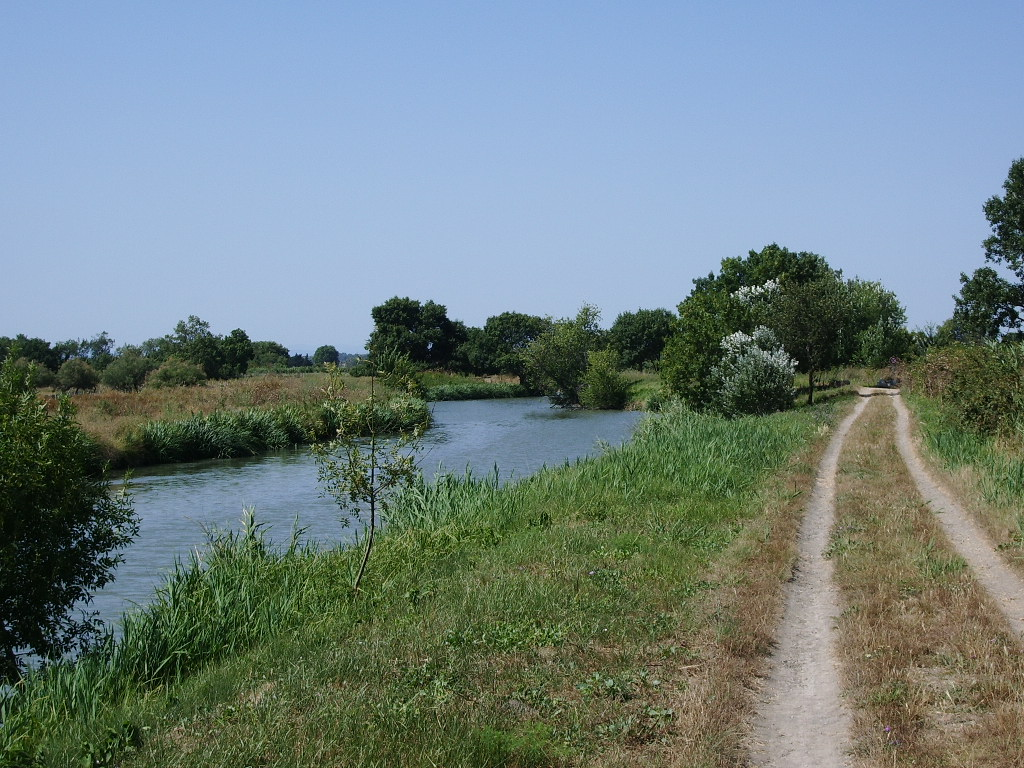
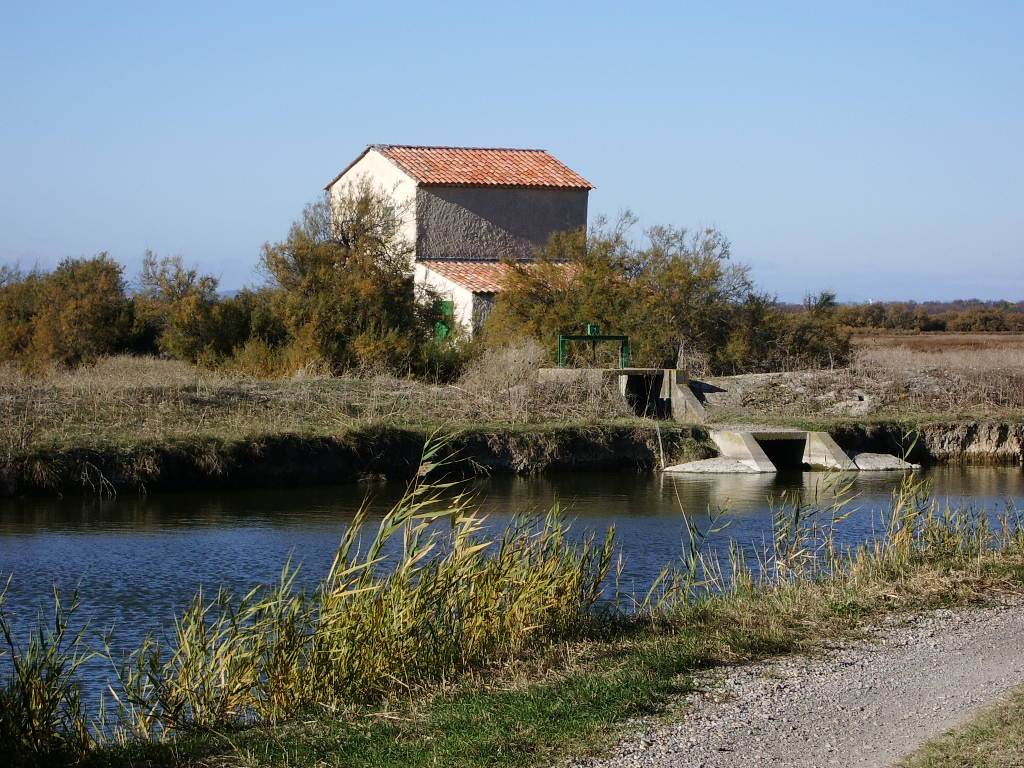
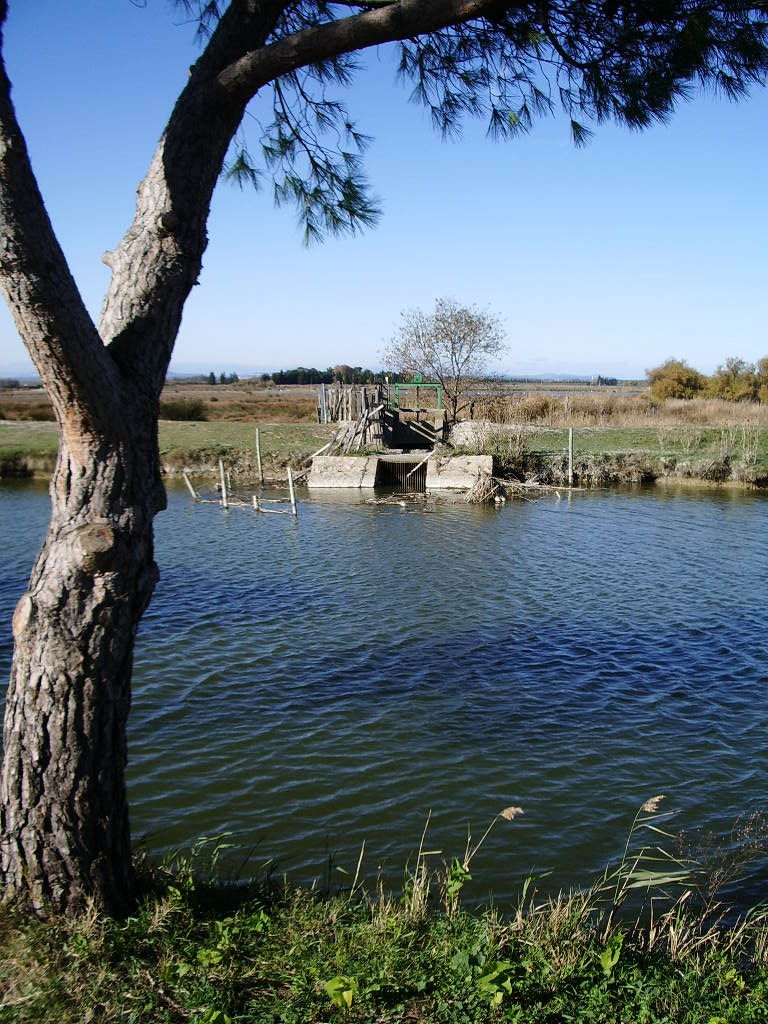
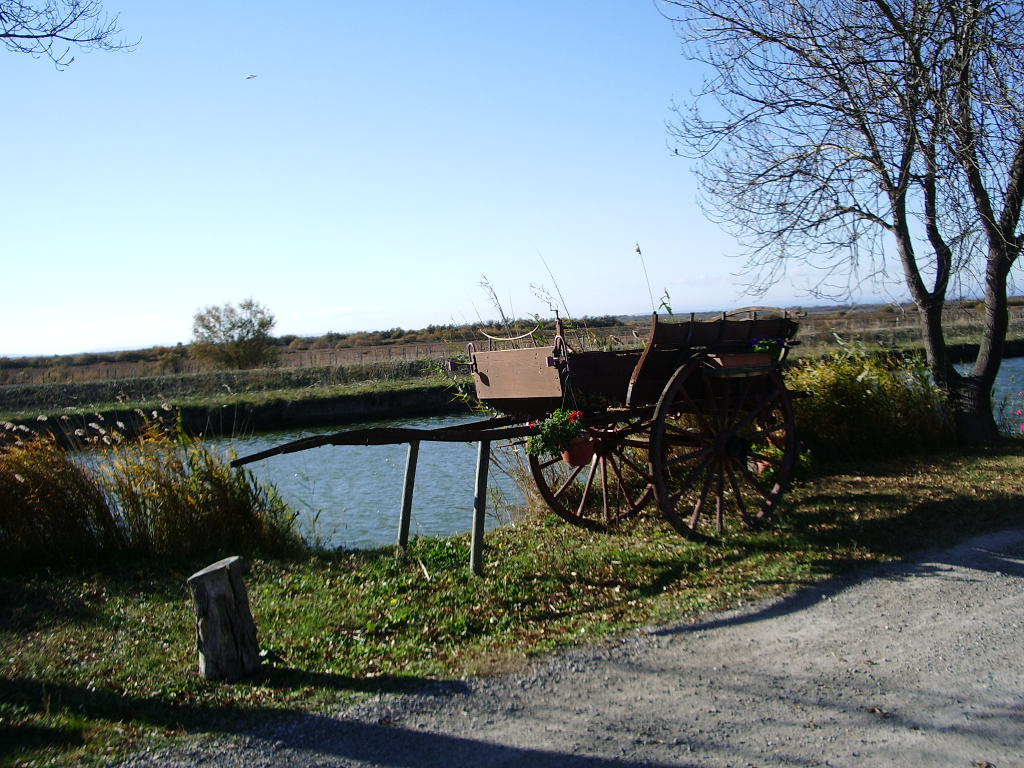
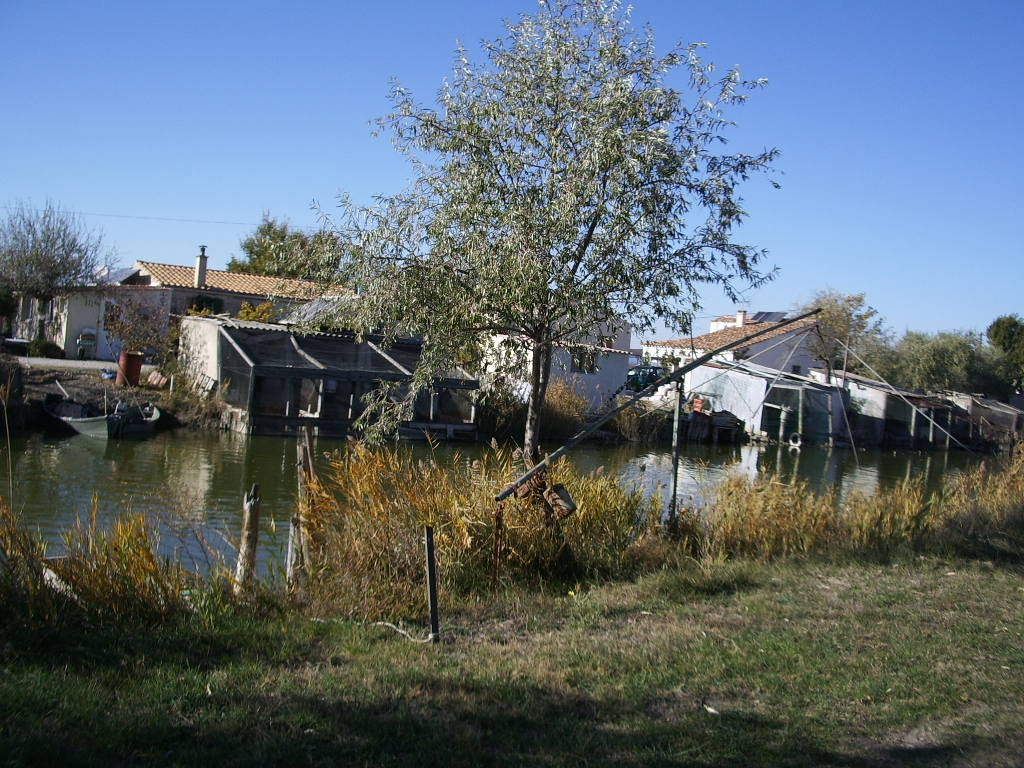
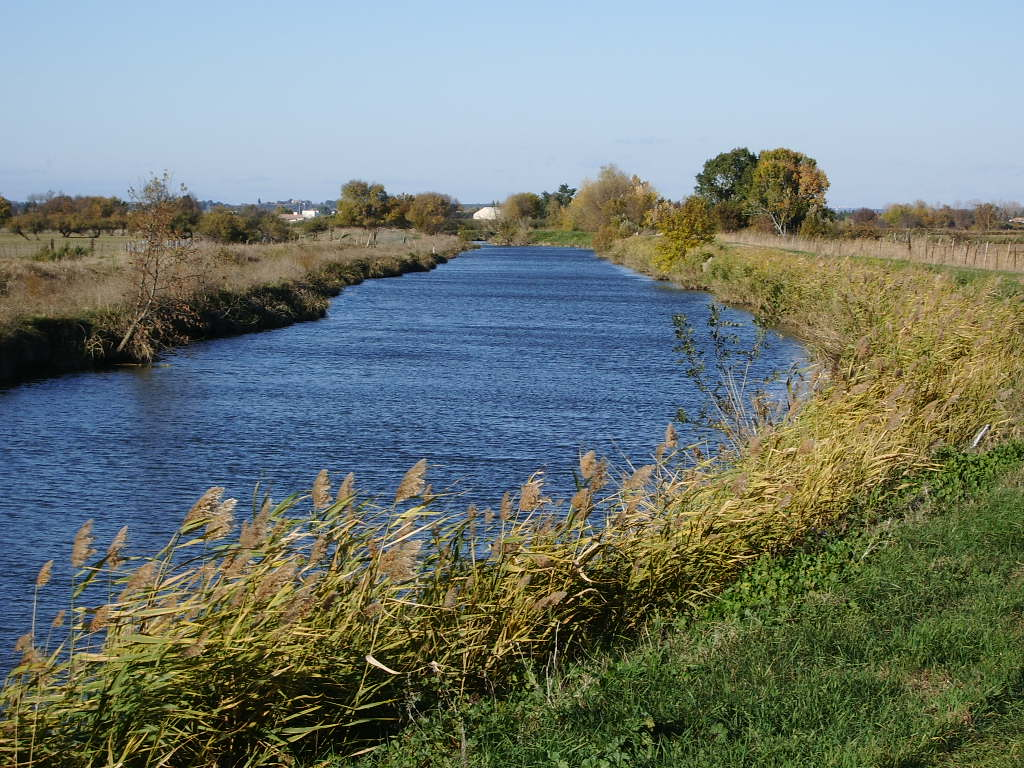
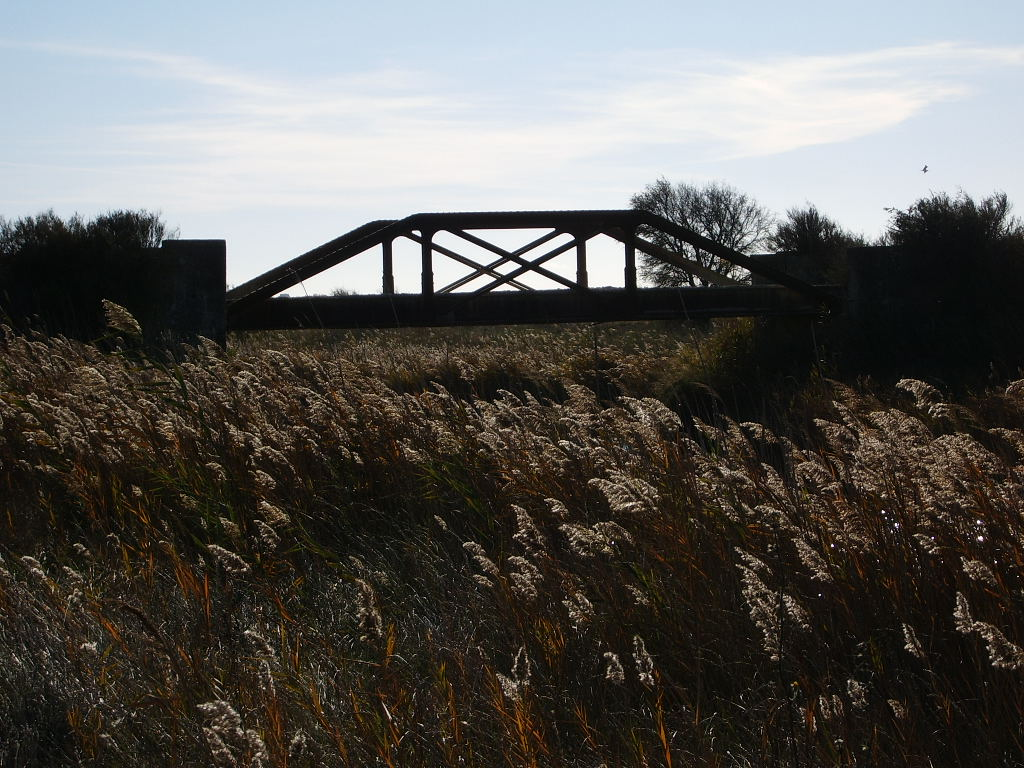